# Monument national de la statue de la Liberté
Le monument national de la statue de la Liberté (en anglais : Statue of Liberty National Monument) est une aire protégée américaine, à New York. Ce monument national a été créé le 15 octobre 1924 et il dépend du National Park Service. Il protège Ellis Island et Liberty Island, où se trouve la statue de la Liberté.